# Bibliothèque de la rue Rikhardinkatu
La bibliothèque de la rue Rikhardinkatu (en finnois : Rikhardinkadun kirjasto, en suédois : Richardgatans bibliotek) est un bâtiment du quartier de Kaartinkaupunki à Helsinki en Finlande.
Elle est l'une des bibliothèques du réseau de la Bibliothèque municipale d'Helsinki.

## Histoire
Le bâtiment, de style néo-Renaissance, conçu par Theodor Höijer est construit en 1881. 
Dans les années 1920, Runar Eklund conçoit un nouvel étage et une nouvelle aile dans la cour.
Cette nouvelle aile est appelée la tour aux livres. 
Jusqu'en 1886, la bibliothèque de la rue Rikhardinkatu est la bibliothèque principale d’Helsinki.
Certaines réunions de la Diète de Finlande de 1882 (fi) se sont tenues dans la bibliothèque toute neuve.
Quand la nouvelle bibliothèque principale d’Helsinki ouvre à Itä-Pasila, celle de la rue Rikhardinkatu bénéficie de deux ans de travaux de rénovation.
Le professeur Olof Hansson essaie alors de rendre au bâtiment son style d'origine.
Le bâtiment a hébergé l'association des arts de Finlande et l'Association scientifique finlandaise.

## Galerie

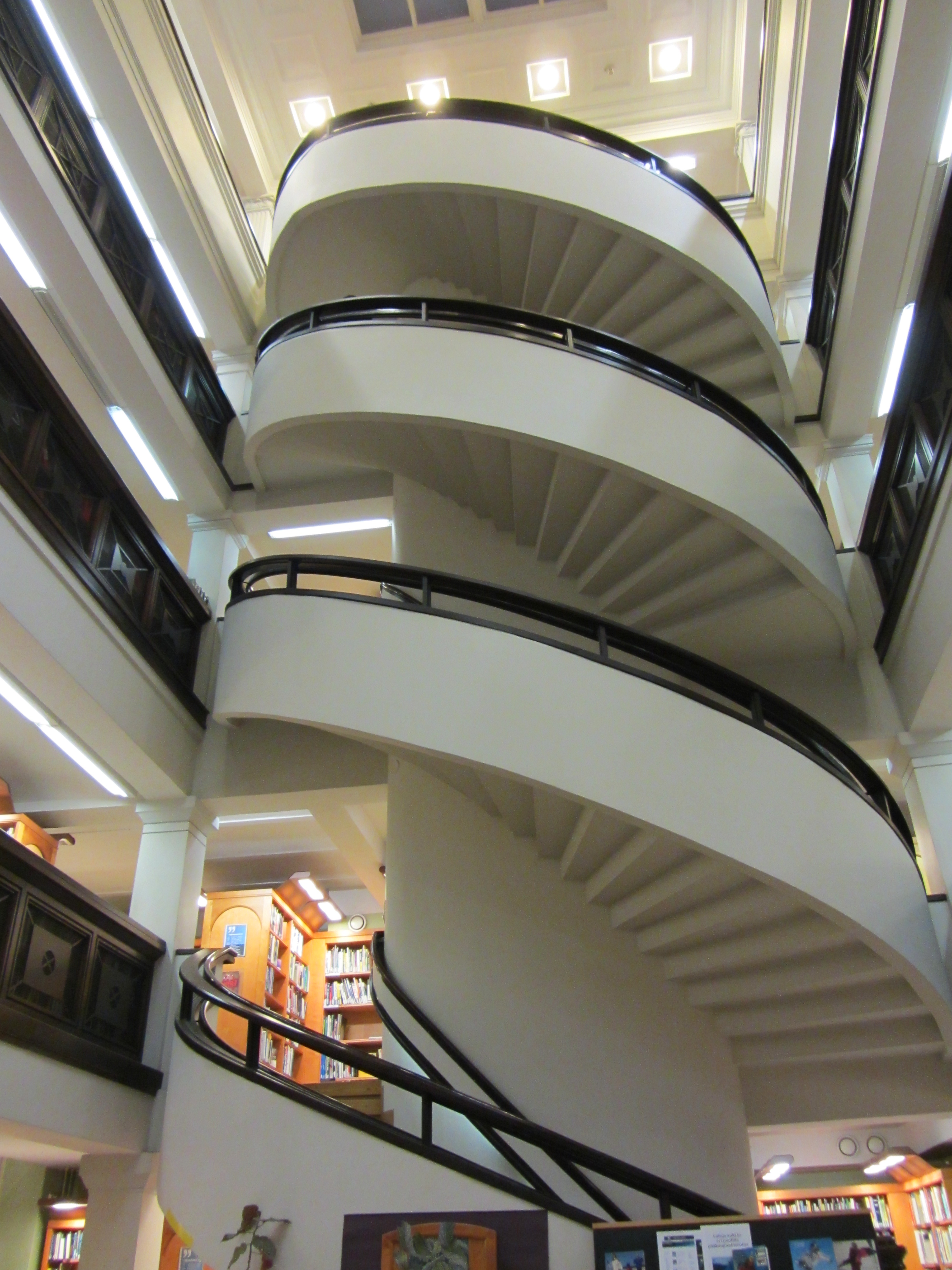
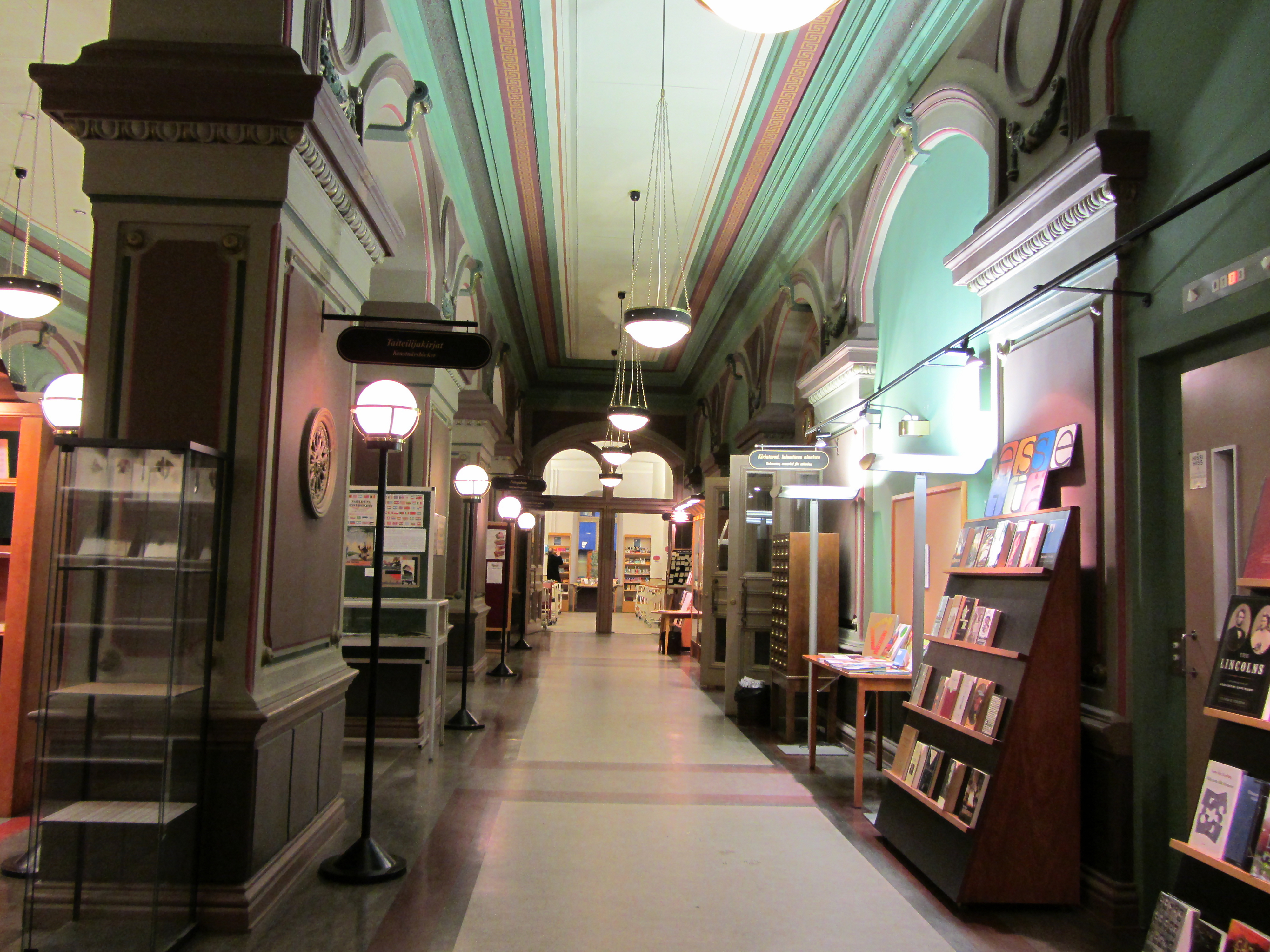
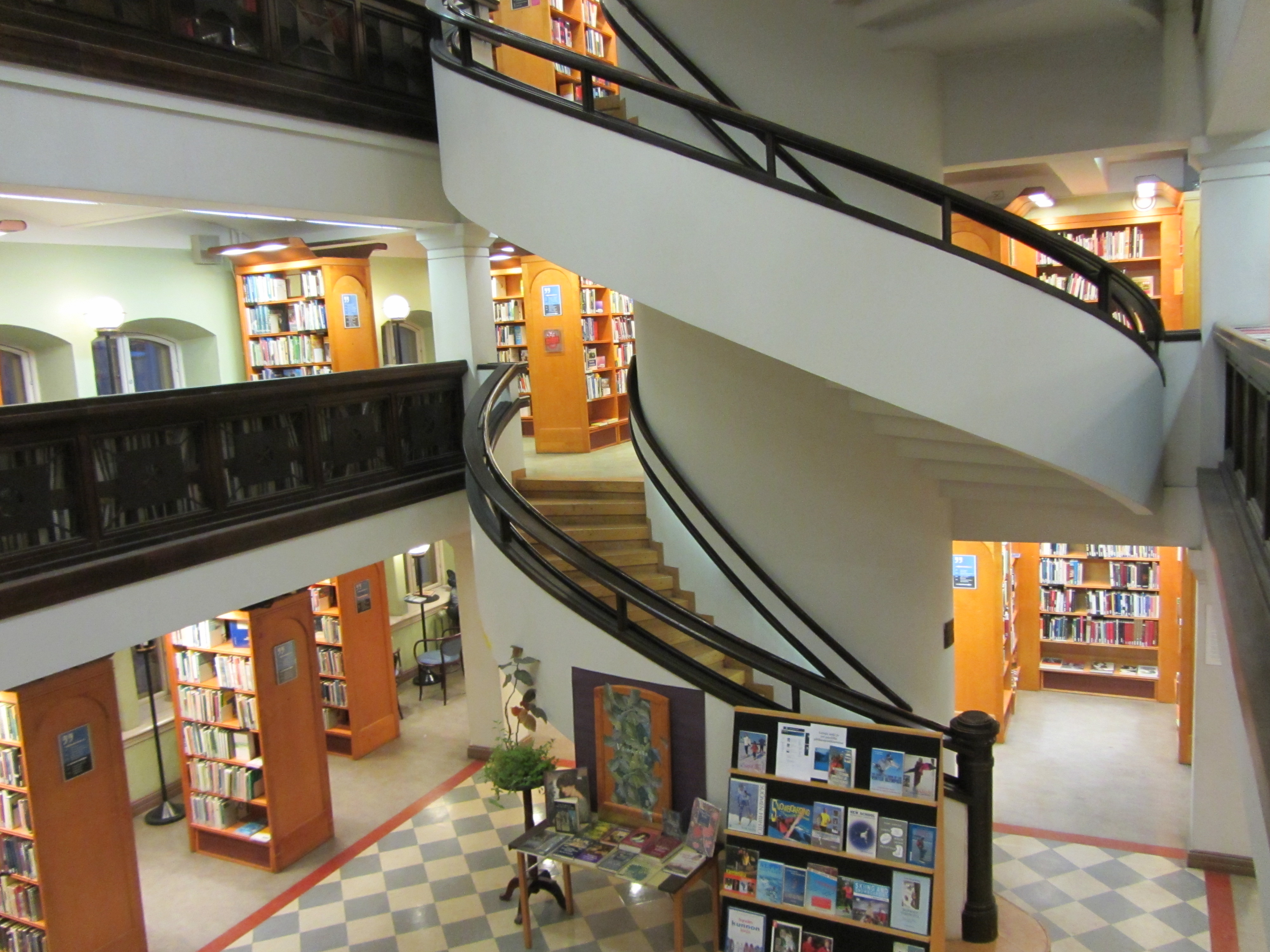
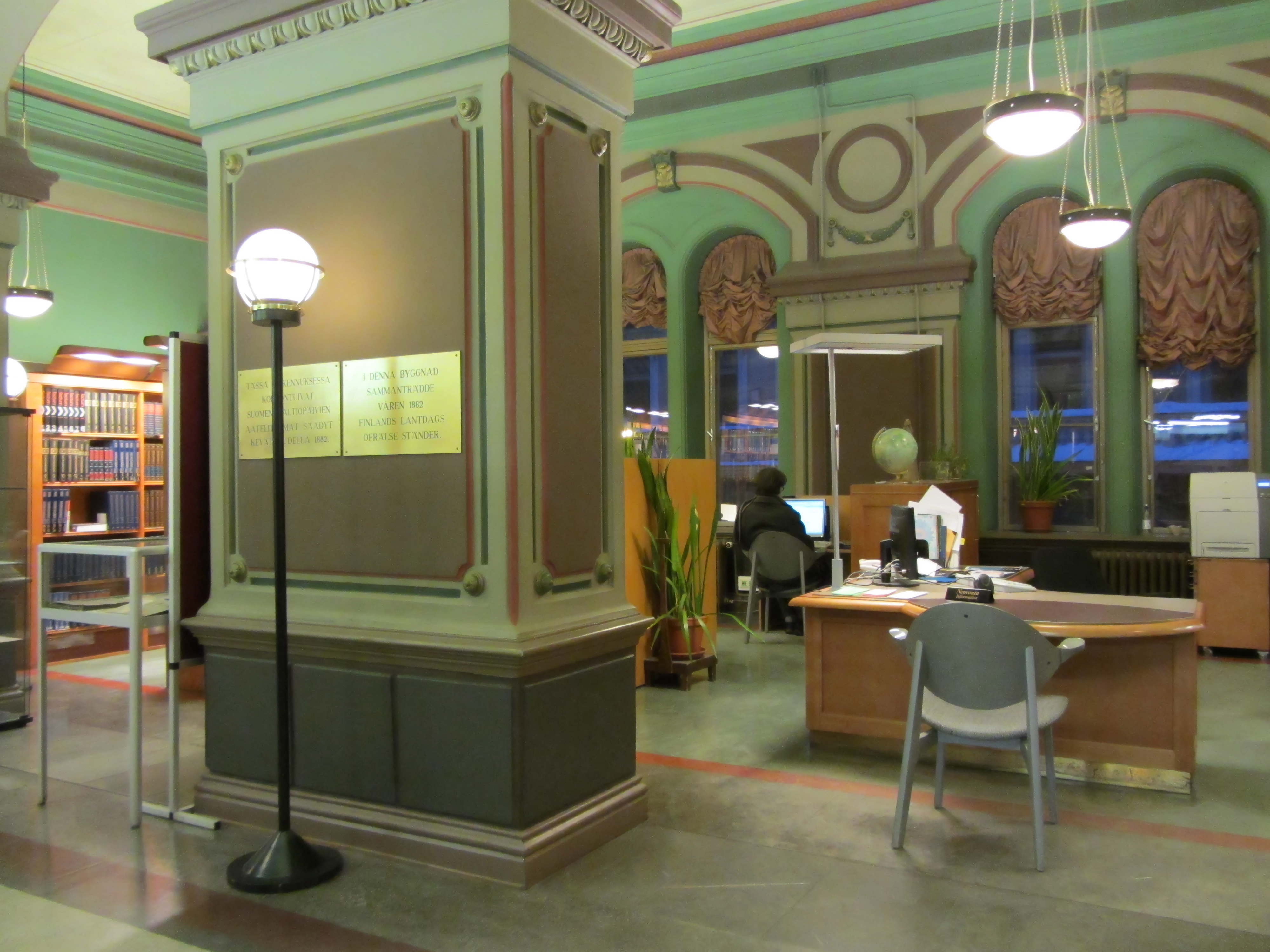
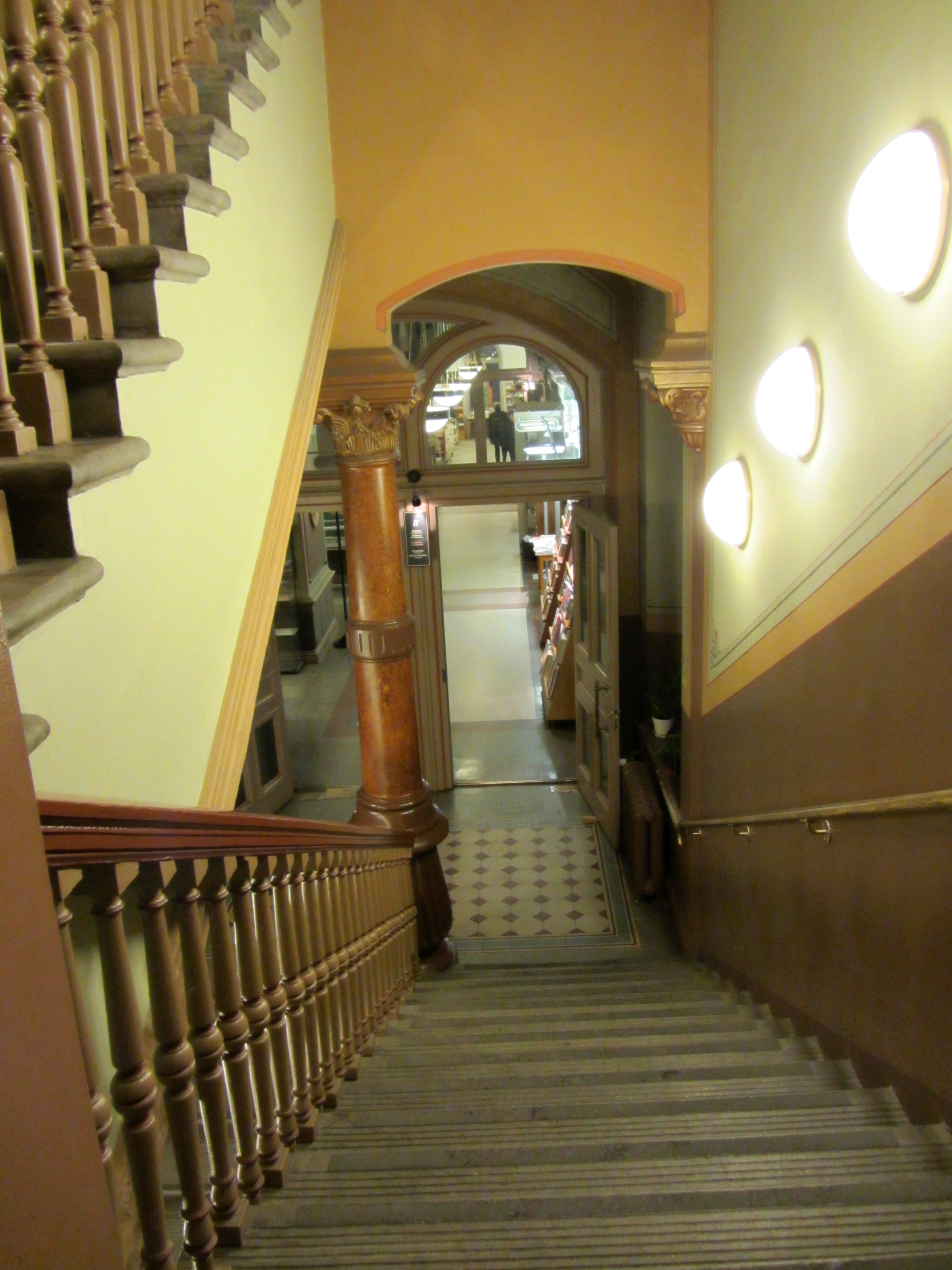